# Čeboksarská přehradní nádrž
Čeboksarská přehradní nádrž (rusky Чебоксарское водохранилище) je přehradní nádrž na řece Volze na území Nižněnovgorodské oblasti, Marijské republiky a Čuvašské republiky v Rusku. Má rozlohu 2190 km². Je 341 km dlouhá a maximálně 16 km široká. Maximální hloubka je 35 m.

## Pobřeží
V místech dolních toků hlavních přítoků Volhy (Kerženěc, Vetluga, Sura, aj.) se vytvořily rozsáhlé zálivy.

## Vodní režim
Nádrž na řece Volze za přehradní hrází Čeboksarské vodní elektrárny byla naplněna v letech 1980–82. Přes nádrž procházejí turistické trasy motorových lodí Moskva – Astrachaň, Moskva – Rostov na Donu, Moskva – Perm aj. Na břehu leží města Nižnij Novgorod, Kozmodemjansk, Čeboksary.